# Pleurosauridae
I Pleurosauridi (Pleurosauridae) sono una famiglia di rettili diapsidi marini estinti appartenenti all'ordine degli Sfenodonti.
Vari fossili di membri di questa famiglia sono stati scoperti in Germania, in depositi che vanno dal Toarciano (Giurassico inferiore) al Titoniano (Giurassico superiore).